# Lorraine Monk
Pour les articles homonymes, voir Monk (homonymie).
Lorraine Althea Constance Monk, (née Spurrell : Montréal, 26 mai 1922 - Toronto, 17 décembre 2020) est une photographe et réalisatrice canadienne. Elle dirige le service de photographie de l'Office national du film du Canada de 1960 à 1980.

## Collections
- Carleton University Art Gallery

## Dinstinctions
- Ordre du Canada